# カール・フランクリン
カール·フランクリン（Carl Franklin, 1949年4月11日 - ）は、アメリカの俳優、脚本家、映画監督、テレビドラマ監督。

## 人物
カリフォルニア大学バークレー校、AFIコンセルバトワールで学び、演出の修士号を1986年に取得。
代表作は1995年映画『青いドレスの女』で、主演はデンゼル・ワシントンとドン・チードルだった。

## 生い立ち
カリフォルニア州サンフランシスコ郊外リッチモンドで生まれる。生まれる前に実父が死に、母親と継父により育てられた。継父について「愛情の深い人」と語っているが、虐待傾向があり、酒に酔って暴れることがあった。家庭の問題に加えて治安の悪い地区で育ったせいで、「家族で初めて大学に入る」という野心を持った。高校では勉学にはげみ、カリフォルニア大学バークレー校への奨学金を得た。
教師か弁護士になろうと思い、歴史を学んだが、2年後に舞台芸術へ専攻を変えた。女の子が目当てだった。
バークレー校で俳優としてのキャリアが始まった。1960年代の政治デモの時代だったが、あまり積極的に参加はしなかった。

## 初期
卒業してニューヨークに行き、シェイクスピア祭に参加した。『十二夜』『アテネのタイモン』『シンベリン』に出演している。オフブロードウェイの「パブリック・シアター」にも出た。リンカーン・センター、ジョセフ・パップ・パブリック・シアター（ニューヨーク）、アリーナステージ（ワシントンD.C.）の舞台にも立った。
1973年、映画『Five on the Black Hand Side』に出演する。テレビドラマ『ロックフォードファイル』『グッド·タイムズ』『カリブ』『超人ハルク』『マクレインの法則』『サンフランシスコ』にゲスト出演した。
警官や軍人の役が多かった。1983年から1985年の『特攻野郎Aチーム』でのキャプテン・クレーン役で人気が出た。この後演技に飽き、満足できなくなった。
脚本や製作を手伝い映画製作を学んだ。「演技が僕を監督にした」と『週刊LA』に語っている。
37歳、1986年に学校に戻ることを決意する。AFIコンセルバトワールでヨーロッパや日本の映画監督を研究した。1986年に演出の修士号を取得した。
卒業制作で30分の短編映画『Punk』を1989年に撮った。家族からのストレス、社会からのプレッシャー、性的目覚めに直面する黒人少年の物語だった。この製作で破産の危機におちいったが、業界から注目された。

## コンコルド・フィルム
1989年にロジャー・コーマンのもとで働く。コーマンは『パンク』を認めており、以前にも自分の会社コンコルドでマーティン・スコセッシ、フランシス・フォード・コッポラ、ロン・ハワード、ピーター・ボグダノヴィッチなどを育てていた。コーマンからは低予算映画の作り方を学び、2年で6本に関わる。また、1989年から1990年に映画『Nowhere to Run』『Eye of the Eagle 2: Inside the Enemy』『Full Fanthom Five』を監督した。

## キャリア後半
1980年代の終わりにプロデューサーのジェシー・ビートンは『One False Move』という脚本のための監督を物色していた。この脚本はエッジの効いたものだったので、新鮮で大胆な監督が必要だった。短編映画『パンク』のことを思いだしたビートンは、フランクリンを呼び出し話し合った。
同作は3人の麻薬売人の物語で、ビリー・ボブ・ソーントン、シンダ・ウィリアムズ、マイケル・ビーチが演じた。シェリフ役はビル・パクストンだった。
それまでは低予算でやっていたが、200万ドル（6億円）の予算でクリエイティブになれた
。
映画『One False Move』は口コミで広まり、複数の賞を獲た。

## フィルモグラフィー

### 俳優
| - 黒い手側でのファイブ（1973年） - サンフランシスコの街（1エピソード、1974年） - それはよりよい人には起こりませんでした（1974年） - カリブ（13話、1975年） - グッド・タイムス（2話、1975年 - 1976年） - ビジョン（1エピソード、1976年） - 最重要指名手配（1エピソード、1976年） - ファンタスティックジャーニー（10話、1977年） - ルースチェンジ（1978年） - 超人ハルク（1エピソード、1978年） - センテニアル（1978年） - ロックフォードの事件メモ（2話、1978年） - 黄金銃の伝説（1979年） - トラッパージョン、メリーランド（1エピソード、1979年） - バーナビー・ジョーンズ（2話、1975年 - 1980年） - 白い影（1エピソード、1980年） - 事件記者ルー・グラント（1エピソード、1980年） - マクレーンの法則（不明のエピソード、1981年 - 1982年） - Dr.刑事クインシー（1エピソード、1982年） - クック、他はしない（1983年） - 隠蔽（1エピソード、1985年） - 特攻野郎Aチーム（16話、1983年 - 1985年） - 冒険野郎マクガイバー（1エピソード、1985年） - リップタイド（1エピソード、1985年） - ヒルストリート・ブルース（1エピソード、1986年） - スモーキーマウンテンクリスマス（1986年） - フランク·プレイス（1エピソード、1987年） - ALF（2話、1987年） - 本当だといい（1988年） - イーグル2：インサイド（1989年） - ラングメイでファイナルディシジョン（1990年） - マグノリアの花たち（1エピソード、1990年） - フルファイブ（1990年） - 情熱の暑さの中で（1992年） - ロザンヌ（2話、1991年 - 1992年） | 監督 映画 Punk（1986年、短編） Nowhere to Run（1989年） グッドバイ・ベトナム Eye of the Eagle 2:Inside the Enemy（1989年） Full Fathom Five（1990年） 運命の引き金 One False Move(1992年） Laurel Avenue（1993年） 青いドレスの女 Devil in a Blue Dress（1995年） 母の眠り One True Thing（1998年） ハイ・クライムズ High Crimes（2002年） タイムリミット Out of Time（2003年） ウルティマ、ぼくに大地の教えを Bless Me, Ultima （2013年） テレビドラマ パートナーズ（不明のエピソード、1999年） ローマ（1エピソード、2007年） 富（1エピソード、2007年） パシフィック（1エピソード、2010年） フォーリング·スカイズ（1エピソード、2011年） マジックシティ（1エピソード、2012年） 砂上の楼閣（2話、2013年） ニュースルーム （1エピソード、2013年） HOMELAND （2エピソード、2013-2014年） ハウス・オブ・カード 野望の階段 (4エピソード、2013-2014年) グッド・ビヘイビア (1エピソード、2016年) マインドハンター （4エピソード、2019年） |

### 脚本
- Punk （1986年）
- Eye of the Eagle 2: Inside the Enemy （1989年）
- Last Stand at Lang Mei （1990年）
- Devil in a Blue Dress （1995年）

## 受賞
- 映画『一歩間違えれば』
  - 1992年 ロサンゼルス映画批評家協会賞「新世代賞」
  - 1993年 コニャック祭グランプリ
  - 1993年 インディペンデント·スピリット賞監督賞
  - 1993年 MTVムービーアワード「ベスト·ニュー·フィルムメーカー」

## 参照
1. 1 2 3  Carl Franklin: Biography from Answers.com
2. ↑  Easing Into Old L.A.: With 'Devil in a Blue Dress,' director Carl Franklin checks out postwar black Los Angeles, where cool jazz flows from steamy nightspots and corruption t...
3. 1 2 3  Carl Franklin | Biography, Photos, Movies, TV, Credits | Hollywood.com
4. 1 2 3  Carl Franklin Biography - Yahoo! Movies
5. ↑  Scruggs, C. (2004). “The Pastoral and the City in Carl Franklin's "One False Move"”. African American Review 38 (2):  323–334. doi:10.2307/1512294. JSTOR 1512294.
6. ↑  “BFC/A Hosts Carl Franklin”. Black Camera 15 (1):  8. (2000). JSTOR 27761553.
7. ↑  Sante Fe New Mexican.com